# Parasmittina alanbanneri
Parasmittina alanbanneri är en mossdjursart som beskrevs av Jacqueline A. Soule 1973. Parasmittina alanbanneri ingår i släktet Parasmittina och familjen Smittinidae. Inga underarter finns listade i Catalogue of Life.